# 東宝住宅
東宝住宅株式会社（とうほうじゅうたく）は、 福岡県北九州市小倉北区に本社を置く、マンションの分譲等を行う不動産会社である。主にホワイトキャッスル（北九州都市圏）、フリーディア（福岡都市圏）などのブランド名でマンション分譲を展開している。また、岡部産業やなかやしきなど北九州市を地盤とする同業他社とマンションの共同開発も手がけている。

## 沿革
- 1967年（昭和42年）7月29日 - 東宝地所株式会社として設立。
- 1971年（昭和46年）8月 - 現社名に変更。
- 2003年（平成15年）10月 - 福岡支店開設。

## 事業所
- 本社 - 福岡県北九州市小倉北区下到津4-9-2 TOHOビル3F
- 福岡支店 - 福岡県福岡市博多区博多駅前1-31-17 TOHO福岡ビル5F

## イメージキャラクター
- ダコタ・ローズ（2015年）